# Nephrotoma baliana
Nephrotoma baliana är en tvåvingeart som beskrevs av Alexander 1936. Nephrotoma baliana ingår i släktet Nephrotoma och familjen storharkrankar. Inga underarter finns listade i Catalogue of Life.